# La Roue (1923)
La Roue ist ein 1923 veröffentlichter Stummfilm des französischen Regisseurs Abel Gance. Deutsche Verweistitel sind Das Rad und Rollende Räder – Rasendes Blut.

## Handlung
Der Lokomotivführer Sisif rettet bei einem Zugunglück ein kleines Mädchen und beschließt, das Kind aufzunehmen und aufzuziehen. Als sie älter wird, verliebt sich Sisif in sein Findelkind, versucht seine Neigung zu ihr jedoch zu verbergen. Als er sie einmal im Vorgarten schaukelnd sieht, findet er keinen anderen Ausweg aus seinem aufwallenden Entzücken, als die Vorhänge zuzuziehen. Später wird er blind, sodass er kaum noch auf der Bergbahn arbeiten kann und droht auch zweimal aus Verzweiflung, einen Zug entgleisen zu lassen. Lange Zeit später, kurz vor Sisifs Tod, kommen die beiden wieder zusammen und Sisif hat die Möglichkeit, sich in seinen letzten Tagen an der Nähe seines Findelkindes zu erfreuen.

## Besonderheiten
Wie in vielen anderen Filmen Gances, dient auch dieser größtenteils zu experimentellen Zwecken, vor allem in der Art des Filmens. Kamerawechsel in immer schnellerer Frequenz und Nahaufnahmen Sisifs Gesicht sind Teil davon und stellten in der damaligen Filmwelt ganz neues Material dar. Die extreme Dynamisierung der verschiedenen Aufnahmen sind in vielen Aspekten eine Art Vorläufer der „russischen Montage“ Eisensteins.

## Versionen
Der Film erschien zunächst auf 32 Filmrollen (Länge knapp 7 Stunden) und wurde im Dezember 1922 im Gaumont-Palace in Paris in vier Teilen uraufgeführt. Die Teile trugen die Titel “Le rose du rail”, “La tragédie de Sisif”, “La course à l’abime” und “Symphonie blanche”. Für die internationale Vermarktung schnitt Gance den Film 1924 auf 12 Rollen zusammen. 1928 entstand eine Version des Films mit einer Länge von nur noch 8 Rollen. 2008 wurde eine restaurierte Version des Werks mit einer Länge von 274 min vorgestellt.
Ein deutsch-französisches Kooperationsprojekt der Fondation Jérôme Seydoux-Pathé, von ZDF / ARTE, Deutschlandfunk Kultur und Rundfunk-Sinfonieorchester Berlin arbeitete ab 2017 unter der Redaktion von Nina Goslar und Stefan Lang an einer erweiterten Rekonstruktion und Restaurierung des Filmes. Es wurde in verschiedenen Archiven verloren geglaubtes Filmmaterial aufgespürt, rekonstruiert und restauriert.

## Musik
Die originale und seit der Uraufführung nicht mehr aufgeführte Filmmusik diente für die Restaurierung als Leitmotiv für die Zusammenstellung, denn ihr Verzeichnis ist als einziges authentisches Dokument der Premierenfassung des Films erhalten. Diese Musik wurde zusammengestellt von Arthur Honegger und seinem Mitarbeiter für dieses Projekt, Paul Fosse. Fosse, zu dieser Zeit Kinokapellmeister des Gaumont-Palace und eine wichtige Filmmusik-Größe, komponierte und kompilierte zu jedem Stummfilm die Musik.
Paul Fosse hatte gemeinsam mit Arthur Honegger für die Uraufführung des Films keine eigene Filmmusik erstellt, sondern Werke bekannter französischer Komponisten arrangiert.
Alle seine zusammengestellten Werke notierte und archivierte Paul Fosse. Diese Unterlagen sind die wohl umfassendste Quelle der Stummfilmmusik, heute im Besitz der Bibliothèque nationale de France, und ermöglichten die Rekonstruktion der Filmmusik und damit des Films. Der Musikwissenschaftler Jürg Stenzl hatte sich bereits vor diesem Projekt mit der Filmmusik beschäftigt, im Rahmen des Projekts unterstützte auch sein französischer Kollege Max James bei der Suche nach Quellen und originalem Notenmaterial. Der Mainzer Komponist Bernd Thewes war dann im Rahmen dieses Filmprojekts verantwortlich für die Gesamtzusammenstellung der Premierenmusik. In einem mehrjährigen Prozess gelang so die Rekonstruktion des Filmes La Roue als Gesamtwerk. Die Musik besteht dabei aus 117 Musiknummern von 56 Komponisten. Arthur Honegger selbst komponierte die Ouvertüre und weitere fünf Sequenzen, von denen allerdings drei Stücke verschollen sind. Insgesamt sind fünf Stücke verschollen und mussten passend ersetzt werden. Das ganze Werk wurde vom Rundfunk-Sinfonieorchester Berlin eingespielt.
Die Weltpremiere dieser rekonstruierten und restaurierten Fassung fand am 14. September 2019 im Rahmen des Berliner Musikfests im Konzerthaus Berlin statt. Die Premiere in Frankreich erfolgte auf dem Lumière Film Festival in Lyon am 19. und 20. Oktober 2019. Im Fernsehen wurde der Film dann auf Arte am 29. Oktober und 5. November 2019 gesendet.
Die Arbeit an La Roue dürfte Arthur Honegger zu Pacific 231 inspiriert haben, was bei einigen Motiven deutlich ablesbar ist.